# Kochav Nolad
Kochav Nolad (hebräisch כּוֹכַב נוֹלַד ‚Ein Star wird geboren‘) war eine Reality-TV-Show, die neue musikalische Talente in Israel suchte. Das Programm startete auf dem israelischen Kanal 2 im Jahr 2003. Der Wettbewerb gewann eine große Popularität in Israel und wurde vom Publikum zum Programm des Jahrzehnts gekürt. Es war das israelische Äquivalent der britischen Casting-Show Pop Idol, gehörte aber nicht zu dessen Franchise.

## Gewinner
- Staffel 1 (2003): Ninet Tayeb
- Staffel 2 (2004): Harel Moyal
- Staffel 3 (2005): Yehuda Saado
- Staffel 4 (2006): Jacko Eisenberg
- Staffel 5 (2007): Boaz Mauda
- Staffel 6 (2008): Israel Bar-On
- Staffel 7 (2009): Roni Dalumi
- Staffel 8 (2010): Diana Golbi
- Staffel 9 (2011): Hagit Yaso
- Staffel 10 (2012): Or Taragan

Weitere Kandidaten waren unter anderem Schiri Maimon, Shai Gabso, Harel Skaat, Mei Feingold, Amir, Daniel Donskoy und Eden Ben Zaken.

## Einstellung der Show
Am 20. Mai 2013 wurde bekannt gegeben, dass Richter Moshe Peretz die Show verlässt, um die erste Staffel von The X Factor Israel auf einer konkurrierenden Station, Reshet, zu moderieren. Die anderen Richter aus Staffel 10, Miri Mesika und Gidi Gov, bestätigten ebenfalls, dass sie gehen würden und nicht zur Show zurückkehren würden. Kokhav Nolad wurde später offiziell durch HaKokhav HaBa (hebräisch הכוכב הבא, übersetzt "Der nächste Star") ersetzt.